# Пероци-Филизедо (Виченца)
Пероци-Филизедо је насеље у Италији у округу Виченца, региону Венето.
Према процени из 2011. у насељу је живело 10 становника. Насеље се налази на надморској висини од 332 м.